# SN 1954W
SN 1954W – supernowa odkryta 6 maja 1954 roku w galaktyce PGC0051719. W momencie odkrycia miała maksymalną jasność 19,40m.